# Robert Mensah
Robert Mensah (* 1939 in Cape Coast; † 2. November 1971 in Tema) war ein ghanaischer Fußballspieler. Der 1,83 Meter große und 92 Kilogramm schwere Torhüter stand zuletzt beim Erstligisten Asante Kotoko unter Vertrag und war in der A-Nationalmannschaft aktiv.

## Leben

### Karriere im Verein
Mensah begann mit dem Fußballspielen in der Ersten Mannschaft der Mysterious Dwarfs aus Cape Coast. Im Jahr 1963 wechselte er zu Ghana Independence aus Sekondi; der Verein des persönlichen Beraters von Präsident Kwame Nkrumah, Ambrose Yankey, wurde nach Nkrumahs Sturz im Februar 1965 aufgelöst. Daraufhin wechselte Mensah zurück zu den „geheimnisvollen Zwergen“, für die er vier weitere Jahre auflief. 1969 erhielt Mensah schließlich einen Vertrag bei Dauermeister Asante Kotoko aus Kumasi.
Diverse Quellen geben außerdem weitere Stationen beziehungsweise abweichende Jahreszahlen wieder:
- Jonathan Wilson gibt an, dass Mensah im Juni 1971 durch seinen Verein Dumas Boys of Ghana Textile Printing aus Tema gefeuert worden wäre. Außerdem nennt er zwei Nationalmannschaftseinsätze gegen Liberia (3:1-Sieg im April 1971) und Togo (0:1-Niederlage im Juni 1971).[3]
- Die Ghana News Agency berichtet davon, dass Mensah erst 1967 mit dem Fußballspielen bei den Mysterious Dwarfs begonnen hätte und später zu Ghana Independence und Asante Kotoko gewechselt wäre. Die Tatsache eines Wechsels zum 1963 aufgelösten Verein Ghana Independence in den Jahren nach 1967 und die fehlerhafte Berichterstattung über die als „African Nations Cup in Sudan in 1971“ beschriebene Afrikameisterschaft 1970 lassen den Artikel jedoch in keinem guten Licht erscheinen.[4]

Im Januar 1970 stand Mensah mit seinem Verein Asante Kotoko im Finale des African Cup of Champions Clubs; Gegner war der kongolesische Verein Tout Puissant Mazembe. Nach einem 1:1-Unentschieden im Hinspiel (10. Januar in Kumasi) konnte Mensah in der Schlussphase des Rückspiels (24. Januar in Kinshasa) einen Elfmeter von Etepe Kakoko halten, wodurch sein Verein die 2:1-Führung behalten und als erste ghanaische Mannschaft den Pokal als beste afrikanische Fußballmannschaft gewinnen konnte.

### Karriere in der Nationalmannschaft
Mit der Nationalmannschaft nahm Mensah an den Afrikameisterschaften 1968 und 1970 teil; beide Turniere schloss Ghana als Vize-Afrikameister ab. Beim Turnier von 1968 wurde Mensah in zwei der fünf Spiele eingesetzt und soll als „Bester Torhüter des Turniers“ ausgezeichnet worden sein; bei zwei weiteren Spielen stand John Bortey Naawu zwischen den Pfosten, die Aufstellungen des Vorrundenspiels gegen die Republik Kongo sind unbekannt. Zwei Jahre später bestritt Mensah alle fünf Spiele des Turniers. Außerdem stand Mensah bei den Olympischen Spielen 1968 im Kader der Nationalmannschaft, kam jedoch zu keinem Einsatz. Daneben wurde Mensah im Mai 1969 beim WM-Qualifikationsspiel gegen Nigeria eingesetzt. In zehn (dokumentierten) Länderspielen kassierte Mensah insgesamt dreizehn Gegentore (Bilanz: vier Siege, drei Unentschieden, drei Niederlagen).

### Auszeichnungen
1970 erreichte Mensah bei der Wahl zu Afrikas Fußballer des Jahres zusammen mit seinem Landsmann und Teamkollegen Osei Kofi und dem Marokkaner Allal Ben Kassou den siebten Platz. Bei der Wahl im folgenden Jahr wurde er hinter Ibrahim Sunday (Ghana, Asante Kotoko) auf den zweiten Platz gewählt.
Bei der Wahl zu Afrikas Spieler des Jahrhunderts (englisch Africa's best Player of the Century) kam Mensah als einzig gelisteter Torhüter auf den 39. Platz; damit wurde Mensah hinter Abédi Pelé (3. Platz), Anthony Yeboah (24. Platz), Abdul Razak (31. Platz) und Opoku Nti (37. Platz) Fünftplatzierter Ghanaer und ließ dabei seine Landsmänner Adolf Armah und Ibrahim Sunday (beide 44. Platz) hinter sich.

### Todesumstände und Rezeption
Am 30. Oktober 1971 traf sich Mensah mit einigen Freunden in der Credo Bar in Tema. Nach einem Streit zweier Freunde kam es zu einer Auseinandersetzung zwischen Robert Mensah und Isaac Melfah, woraufhin Letzterer die Bar verließ; 15 Minuten später verließ Mensah diese ebenfalls. Vor der Bar kam es zu einem Streitgespräch der beiden und Melfah stieß dem Torhüter eine zerbrochene Flasche in den Bauch, wodurch Mensahs Darm herausquoll. Emmanuel Sagoe, ein enger Freund Mensahs, fand das „Black Stars“-Mitglied wenig später an eine Wand gelehnt und ließ ihn ins Tema General Hospital bringen. Nach einer zunächst erfolgreichen Operation konnte Mensah der Polizei eine Aussage zu Protokoll geben. Robert Mensah erlag 32-jährig am 2. November gegen 2.30 Uhr einer schweren, verletzungsbedingten Infektion; er hinterließ seine Ehefrau und vier Kinder.
Der Leichnam Mensahs wurde in den folgenden Tagen nach Kumasi und schließlich nach Cape Coast überführt. In Accra wurde eine zweitägige Mahnwache abgehalten. Ende 2003 sollte der Leichnam vom Asokyeano Cemetery in den Victoria Park umgebettet werden.
Das Ghanaische Parlament (englisch Parliament of Ghana) hielt nach seinem Tod eine zweiminütige Schweigeminute ab; Präsident Edward Akufo-Addo und Premierminister Kofi Abrefa Busia legten außerdem Blumen auf Mensahs Grab nieder.
Fünf Tage nach Mensahs Tod sollte das African Cup of Champions Clubs-Halbfinalhinspiel zwischen Great Olympics aus Accra und Asante Kotoko stattfinden. Dem Torhüter zu Ehren wurde das Spiel um eine Woche verschoben; nach einem 1:1-Remis und einem 1:0-Sieg zogen die „Stachelschweine“ aus Kumasi schließlich ins Finale ein, wo sie nach drei Spielen (0:3 – 2:0 – 0:1) den Kamerunern von Canon Yaoundé unterlagen.
Der 31-jährige Elektriker Isaac Melfah wurde 1972 wegen Totschlags zu acht Jahren Haft mit Zwangsarbeit verurteilt.
Vor dem Stadion von Mensahs letztem Verein Asante Kotoko, dem Kumasi Sports Stadium, wurde in Erinnerung an den Torhüter eine Statue aufgestellt.
Im Jahr 2003 wurde das Cape Coast Sports Stadium, Spielstätte der Ebusua Dwarfs, in Robert Mensah Stadium umbenannt.